# Sigibert III.
Sigibert III. také Sigebert (630? – 1. února 656 Mety) byl merovejským králem Austrasie od roku 633 až do své smrti v roce 656. Je popisován jako první merovejský Král ničeho, v době jeho panování byli nejmocnějšími lidmi království majordomové královských paláců, kteří byli jakousi mocí za trůnem. Sigibert žil zbožným křesťanským životem a později byl svatořečen. Je připomínán římskokatolickou i pravoslavnou církví jako svatý Sigibert z Austrasie.

## Život

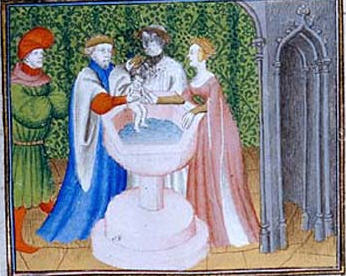
Křest Sigeberta. Dagobert I. a jeho milenka Regnitruda

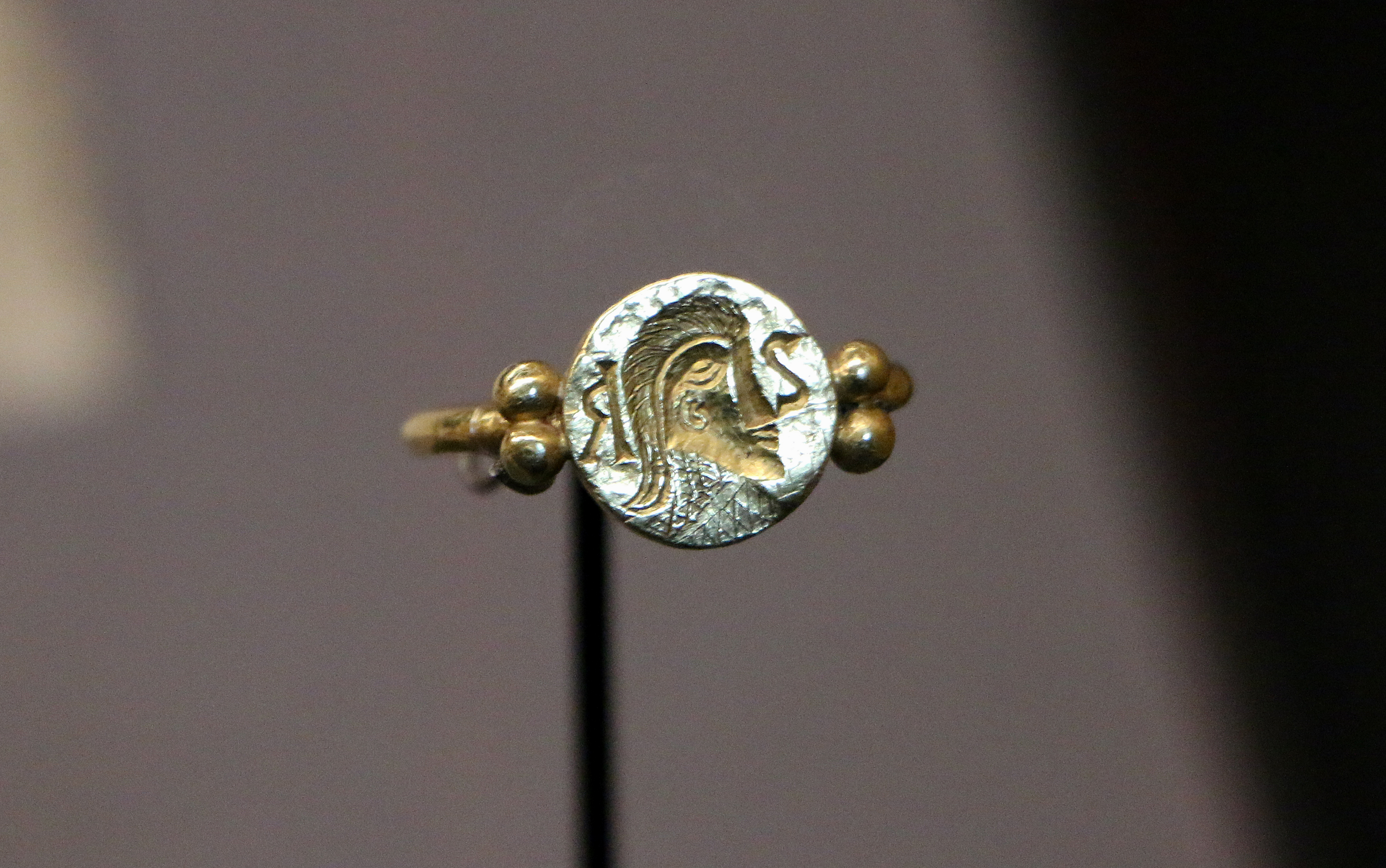
Pečetní prsten krále Sigiberta III.

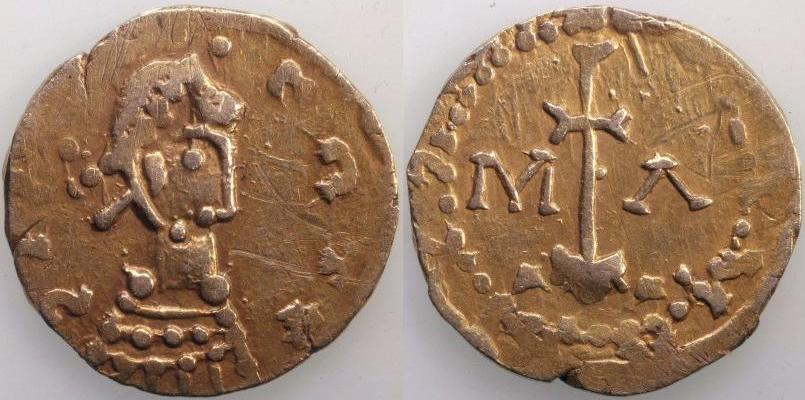
Solidus krále Sigiberta III. z Marseille

Sigebert se narodil v roce 630 jako nejstarší syn Dagoberta I., krále Franků a jeho milenky Regnitrudy. Pokřtěn byl svatým Amandem i když byl z království vykázán za kritiku královských neřestí. Křest se konal v Orléans. Kmotrem byl Charibert II., král Akvitánie a Dagobertův nevlastní bratr. Dagobert přenechal vzdělání Sigiberta Pipinovi I. Staršímu, který byl do roku 629 majordomem Chlotara II., Dagobertova otce. Pipin výchovu prince přijal a odstěhoval se s ním na svá panství v Akvitánii, kde zůstali další tři roky.
V roce 633 došlo ke vzpouře šlechticů, která donutila Dagoberta prohlásit tříletého Sigiberta králem Austrasie, stejně jako jeho otec Chlothar II. prohlásil v roce 623 krále Austrasie Dagoberta. Moc ale odmítl poskytnout Pipinovi I. Staršímu s tím, že by vládl místo jeho syna. Proto výchovu svěřil Adalgiselovi, kterého jmenoval majordomem a regentem jmenoval svatého Cuniberta, biskupa Kolínského. Pipina ponechal v Neustrii jako zajatce. V 634 se Dagobertovi narodil druhý syn Chlodvík II., kterého museli šlechtici přijmout jako druhého krále Neustrie a Burgundska. Dagobert tímto rozdělil svou říši.
Po Dagobertově smrti v roce 639 se obě franská království osamostatnila pod vládou Sigiberta III. a Chlodvíka II. Oběma královstvím však vládli nezletilí panovníci. Sigibertovi bylo asi jedenáct roků a Chlodvíkovi pět roků, proto reálná vláda a přešla na regenty. Majordomové začali hrát významné role v politickém životě obou království, především v Austrasii byla moc Sigiberta oslabena a proto je popisován jako první Roi fainéant merovejské dynastie. Pipin již v roce 639 znovu nahradil Adalgisela na postu majordoma Austrasie, ale v následujícím roce 640 zemřel. Jeho místo na postu majordoma zaujal jeho syn Grimoald.
Durynské vévodství se v roce 640 vzbouřilo proti nadvládě Austrasie v jediné válce Sigibertovy vlády. Grimoald postavil mladého krále do čela armády a pokusil se vzpouru potlačit, ale byl vévodou Randulphem poražen. Fredegarova kronika dokonce píše, že král Sigibert ve svém sedle plakal.
Ačkoli byl král jako vládce neschopný, v dospělosti se stal zbožným a pod vedením Pipina a svatého Cuniberta žil životem křesťanské ctnosti. Využil svého bohatství k založení četných klášterů, nemocnic a kostelů, včetně kláštera Stavelot-Malmedy.
Sigibert III. zemřel z přirozených příčin 1. února 656 ve věku 25 let. Byl původně pohřben v opatství Saint Martin nedaleko města Mety, které založil. V roce 1063 bylo jeho tělo vyňato z hrobky a přesunuto na stranu k oltáři. Tělo bylo při té příležitosti popsáno jako neporušené. Opatství bylo zbořeno v roce 1552 a relikvie byly přesunuty do katedrály v Nancy. Sigebert III. je katolickou církví označován za světce. Jeho svátkem je 1. únor. Je patronem města Nancy.

## Manželství a následnictví

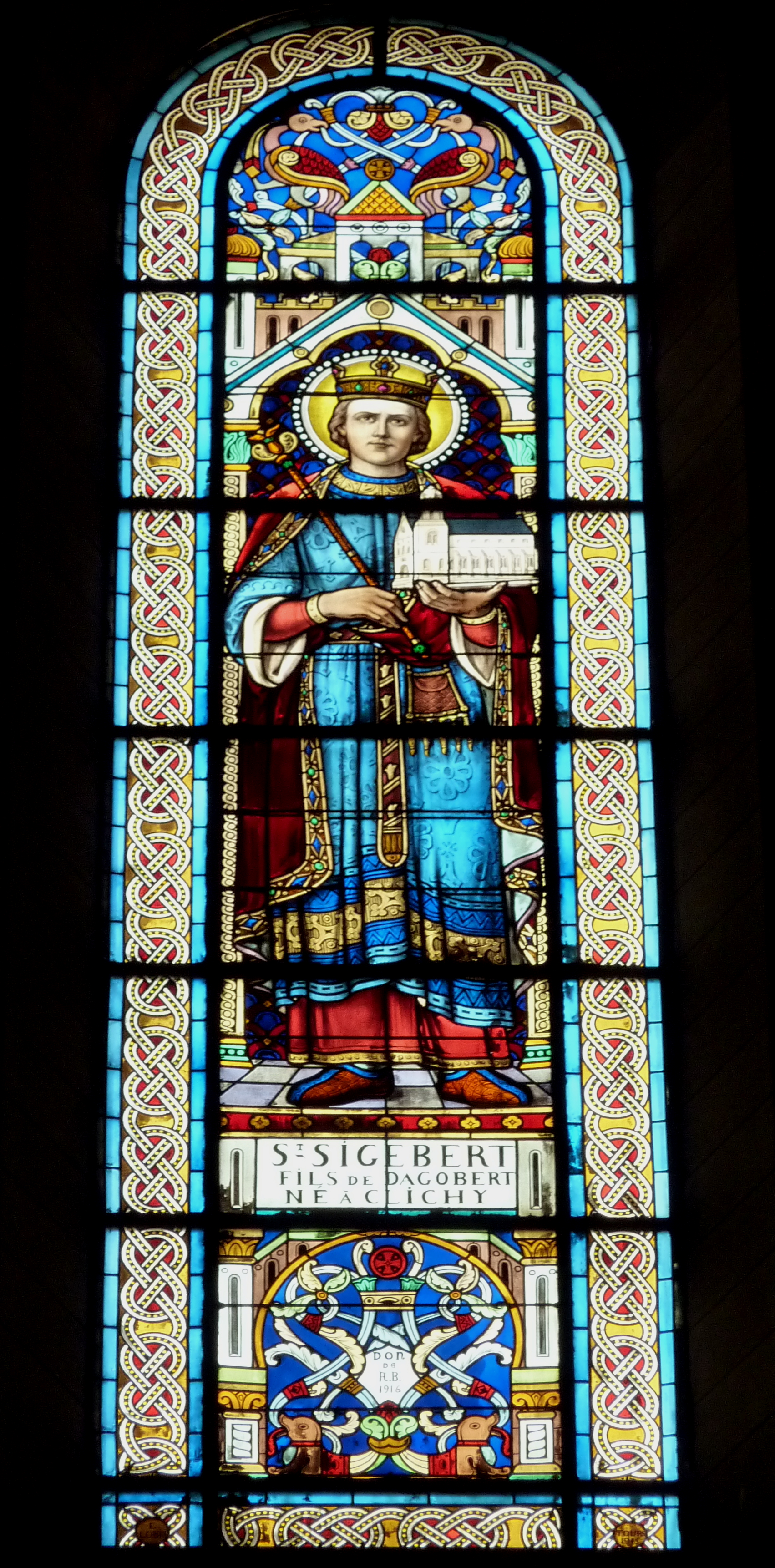
Sigebert zobrazený ve vitráži

Majordomus Grimoald dokázal přesvědčit mladého Sigiberta, který byl v té době bezdětný, aby za svého adoptivním dědice přijal Grimoaldova syna Childeberta. Král se však oženil s Chimnechildou z Burgundska s niž měl vlastního syna, budoucího krále Dagoberta II. Později se mu také narodila dcera Bilichilda, budoucí královna Neustrie a Burgundska.
V roce 656 po smrti Sigiberta se Grimoald pokusil získat vládu v Austrasii. Mladého Dagoberta II. (tehdy sedmiletého) nechal mučit a poslal ho do kláštera v Irsku. Grimoaldův syn Childebert byl v roce 656 prohlášen králem Austrasie. Jeho panování netrvalo dlouho, po sedmi měsících v roce 657, byl sesazen a spolu s otce během povstání o rok později popraven.
Vláda v Austrasií přešla na Sigibertova bratra Chlodvíka II. Po něm se v roce 658 stal králem v Burgundsku a Neustrii jeho nejstarší syn Chlothar III., který v roce 661 ovládl i Austrasii, čímž dočasně znovu sjednotil franskou říši. V roce 662 se austrasijské šlechtě znovu podařilo prosadit samostatnost a v Austrasii si v roce 662 na trůn dosadili Childericha II., mladšího bratra Chlothara III. Ten vládl až do své smrti v roce 675. Následně si šlechta zvolila za krále Chlodvíka III., jeho vláda byla jen krátka. Již následujícím roce 676 je jako král uváděn Dagobert II., Sigibertův syn, který se vrátil po přibližně 20 letech z irského exilu.